# دوري قرغيزستان لكرة القدم 2005
دوري قيرغيزستان لكرة القدم 2005 هو الموسم 14 من دوري قيرغيزستان لكرة القدم. كان عدد الأندية المشاركة فيه 10، وفاز فيه نادي دوردوي بيشكك.